# Quapoya scandens
Quapoya scandens là một loài thực vật có hoa trong họ Bứa. Loài này được Aubl. miêu tả khoa học đầu tiên năm 1775.